# Narcisse (tapisserie)
Pour les articles homonymes, voir Narcisse.
La tapisserie Narcisse est une tapisserie du début du XVe siècle conservée dans le Museum of Fine Arts, de Boston.

## Description de la tapisserie
La tapisserie est une mille-fleurs remarquablement conservée. Au milieu d'un champ de fleurs semé de petits animaux, un élégant jeune homme se penche et voit son reflet dans l'eau d'une fontaine. La description de la tapisserie permet d'en comprendre le sujet, mais pour éviter d'avoir des doutes, le tapissier a tissé le nom du personnage sur sa cuisse : « Narcisus ».
La scène représentée reprend le texte du Livre III des Métamorphoses d'Ovide. Narcisse, fils de Céphise et de la nymphe Liriope d'un caractère fier repousse de nombreux prétendants et prétendantes et pour qui la nymphe Écho s'est consumée en vain. Un jour, après une journée de chasse, il s'abreuve à une source, il voit son reflet dans l'eau et en tombe amoureux. Il passe de longs jours à se contempler et à désespérer à ne pouvoir l'attraper. Narcisse meurt de cette passion, et à l'endroit où on a retiré son corps on a découvert des fleurs auxquelles on a donné le nom de narcisses.

## Histoire de la tapisserie
La tapisserie appartient à l'art français de l'époque de Charles VIII. Les touffes de plantes et les quadrupèdes ont été traitées avec une grande vérité et séduction. Les végétaux sont différents de ceux qu'on peut voir sur les tapisseries de La Chasse à la licorne et peuvent être rapprochées de ceux de la tapisserie aux armes de John Dynham.
| Figure 1                                       |
| La Chasse à la licorne Captivité de la licorne |

| Figure 2                         |
| Tenture aux armes de John Dynham |

Ella Siple a trouvé une grâce botticellienne dans la représentation de Narcisse mais sans pouvoir expliquer le cheminement cette influence florentine. La tapisserie montre l'influence italienne et flamande sur l'art français de la fin du XVe siècle.
On ne connaît pas le centre de tissage ayant réalisé cette tapisserie. La tenture aux armes de John Dynham a été attribuée aux ateliers de Tournai.
La tapisserie se trouvait au château de Rozay  à Saint-Georges-sur-la-Prée, près de Vierzon, en 1882. Après la mort de son propriétaire, le comte Emile Le Goazre de Toulgoët-Tréanna, le 24 mars 1925, elle est vendue par son fils ainé Yvon à Jacques Helft et Nathan Wildenstein. Elle appartient à Lady Baillie en 1928 et se trouve à Leeds Castle, dans le Kent. Elle est achetée en 1968 par le musée des beaux-arts de Boston.